# Sakata
Sakata (酒田市, Sakata-shi) är en stad i den japanska prefekturen Yamagata på den norra delen av ön Honshu. Den är belägen vid Mogamiflodens utflöde i Japanska havet. Sakata fick stadsrättigheter 1 april 1933.

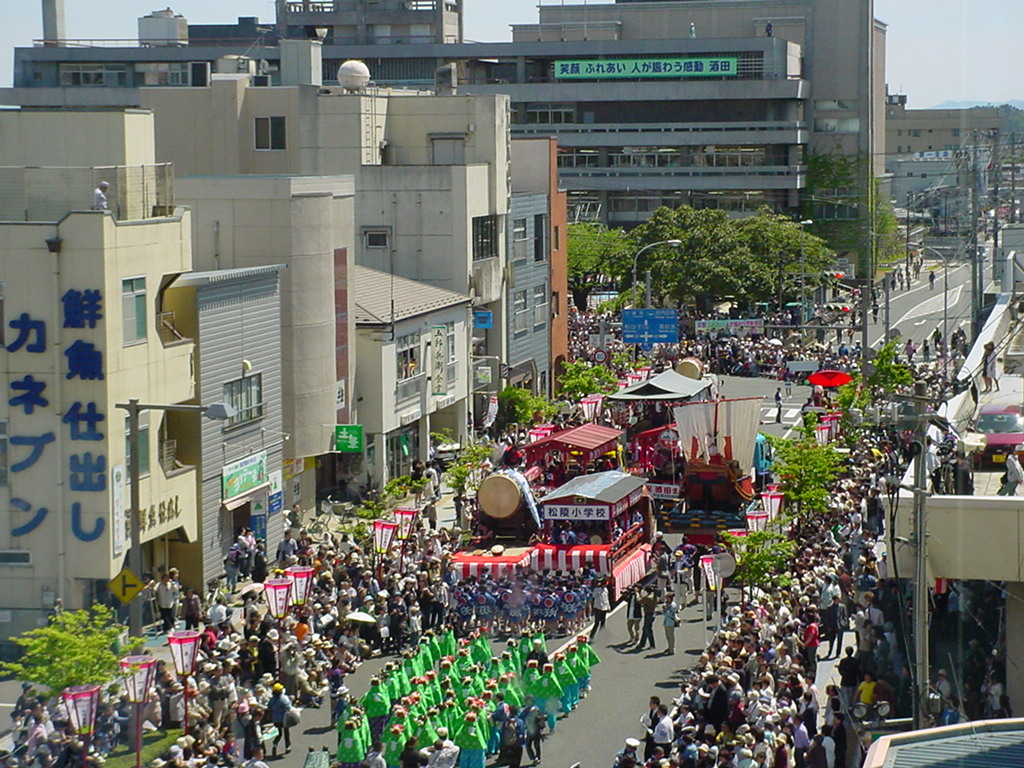
Sakata under en festival i staden 2005.